# Лігази
Лігази (від лат. ligāre — «зшивати», «зв'язувати») — клас ферментів (КФ 6), здатних каталізувати з'єднання двох молекул з утворенням нового хімічного зв'язку (лігування). При цьому зазвичай відбувається відщеплення (гідроліз) невеликої хімічної групи від однієї з молекул. Зазвичай реакція має вигляд:
Ab + C → A—C + b
або інколи: Ab + cD → A—D + b + c,
де малі букви позначають невеликі хімічні групи, що відщеплюються лігазою.

## Класифікація
Зазвичай назви лігаз включаються в себе слово «лігаза» (наприклад, ДНК-лігаза) або слово «синтетаза» (наприклад, аміноацил-тРНК-синтетаза). Через те, що деякі лігази додають вуглекислоту до молекули, вони мють назва карбоксилаз. Відмітьте, не слід плутати назви «синтетаза» і «синтаза», остання каталізує синтез молекул без відщеплення малої групи і згідно з класифікацією ферментів групується разом з ліазами.
У класифікації міжнародної комісії з ферментів, лігази класифікуються як КФ 6 та поділяються на 6 підгруп:
- КФ 6.1 включає лігази, що формують зв'язки вуглець-кисень
- КФ 6.2 включає лігази, що формують зв'язки вуглець-сірка
- КФ 6.3 включає лігази, що формують зв'язки вуглець-азот (включаючи аргінінсукцинат-синтетазу)
- КФ 6.4 включає лігази, що формують зв'язки вуглець-вуглець
- КФ 6.5 включає лігази, що формують фосфодиестерні зв'язки
- КФ 6.6 включає лігази, що формують зв'язки азот-метал